# فومیهیکو شیمو
فومیهیکو شیمو (انگلیسی: Fumihiko Shimo؛ زادهٔ ) فیلم‌نامه‌نویس اهل ژاپن است.